# Szlak im. św. Brata Alberta

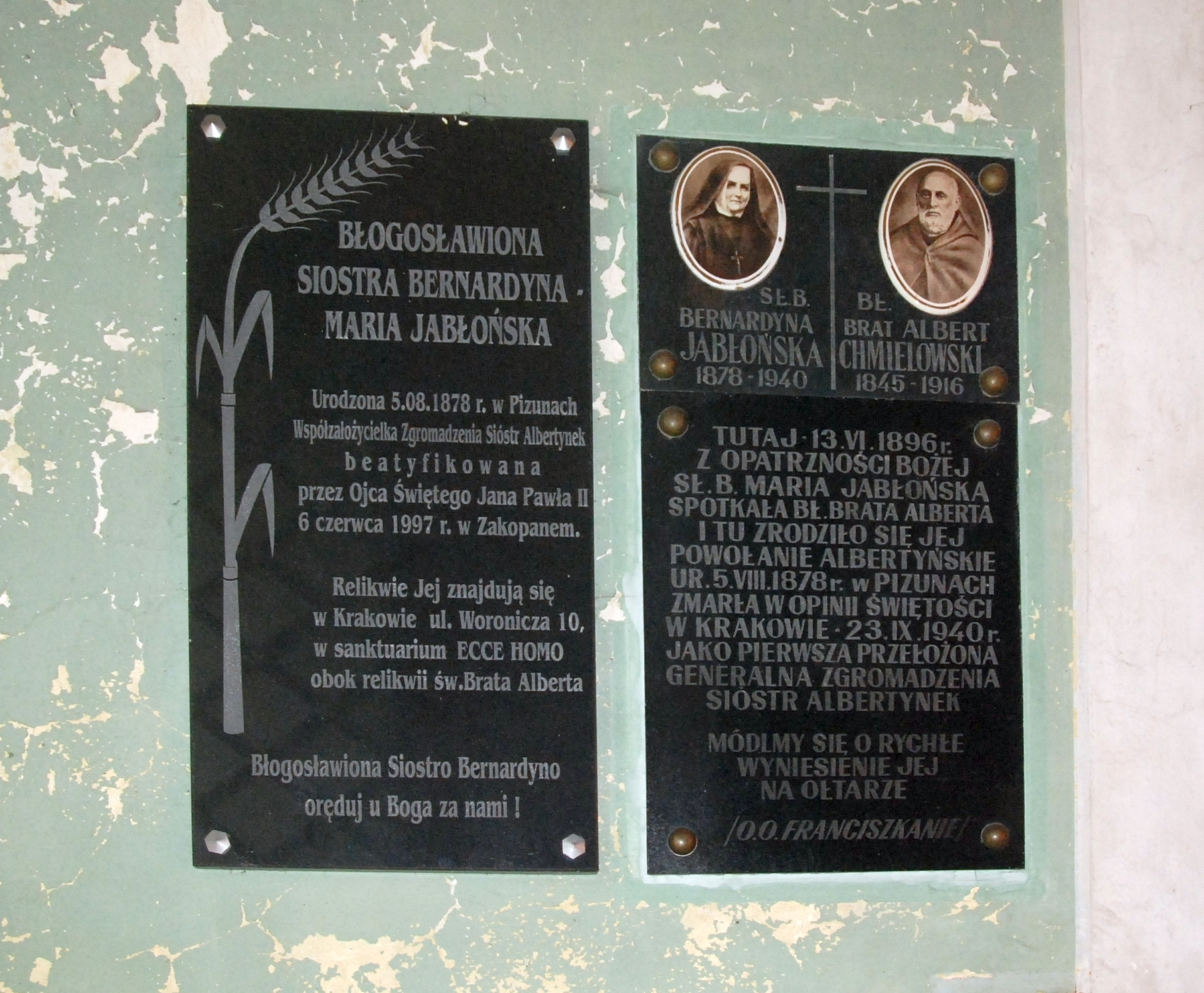
Tablica poświęcona działalności na Roztoczu św. Brata Alberta i bł. Bernardyny, w kościele Niepokalanego Poczęcia Najświętszej Maryi Panny w Horyńcu-Zdroju

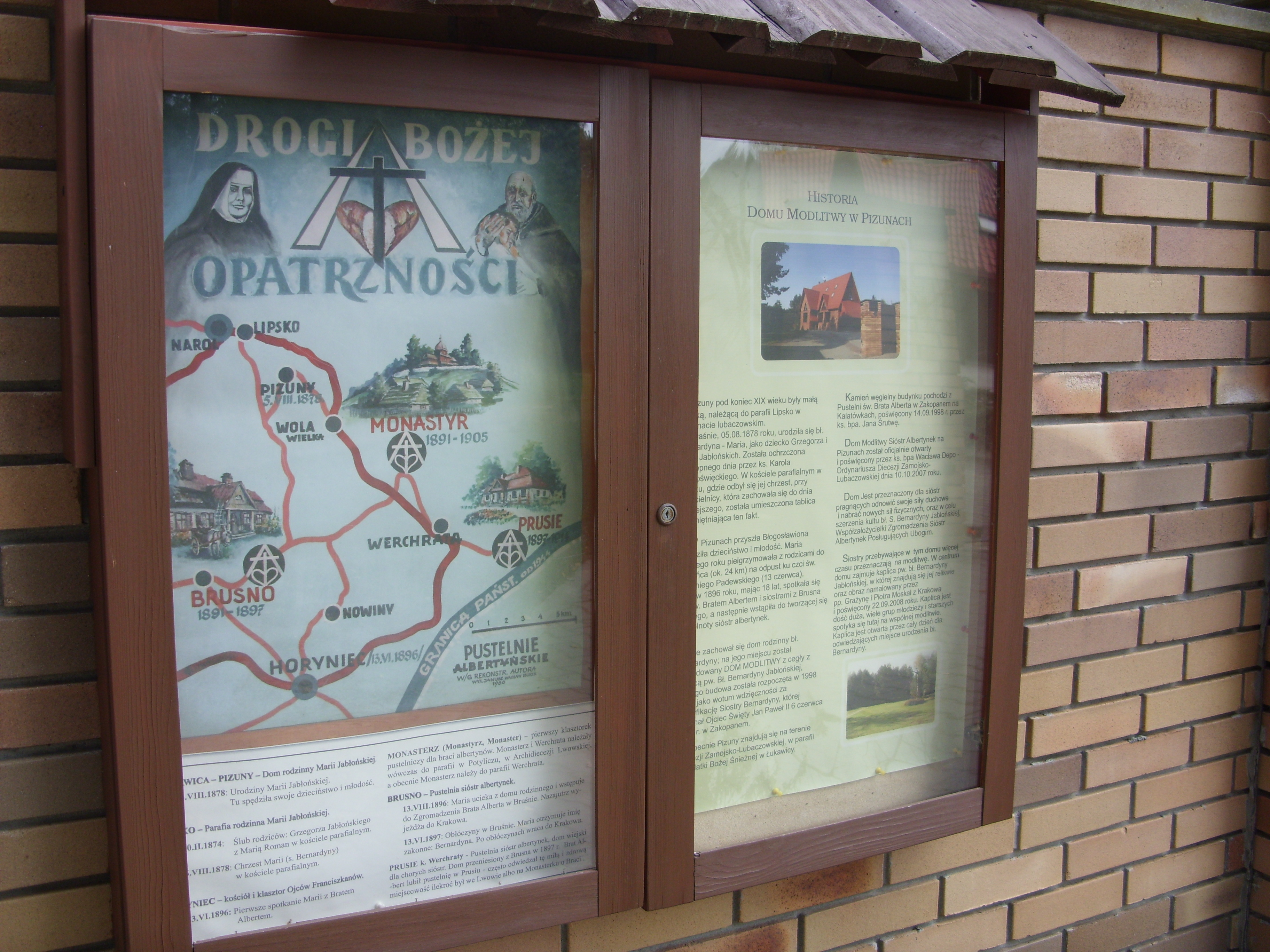
Szlak św. Brata Alberta i pustelnie albertyńskie, tablica przy Domu Modlitwy w Pizunach Sióstr Albertynek

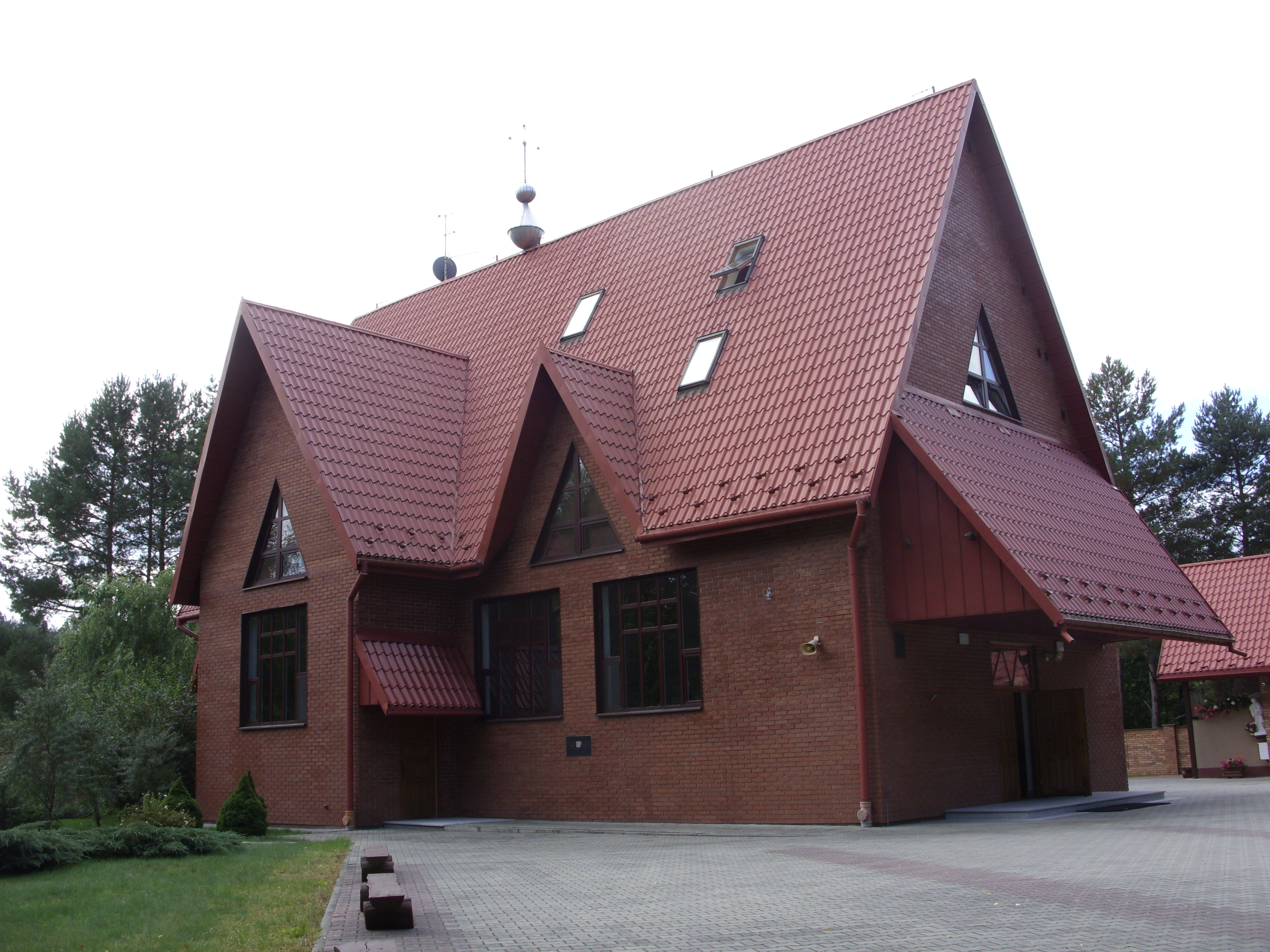
Dom Modlitwy pw. bł. Siostry Bernardyny Marii Jabłońskiej w Pizunach, z relikwiami św. Brata Alberta i bł. Bernardyny

Szlak im. św. Brata Alberta jest pieszym i rowerowym szlakiem turystycznym, znakowanym kolorem zielonym , prowadzącym przez Roztocze Wschodnie z Narola przez Wielki Dział (Roztocze) (390,4 m n.p.m.) i Werchratę do Horyńca-Zdroju. Jego całkowita długość wynosi 47 km.
Na Szlaku im. św. Brata Alberta znalazły się miejscowości z województwa podkarpackiego. Łączy on miejsca związane z działalnością św. Brata Alberta (Adama Chmielowskiego) i urodzonej w Pizunach koło Narola, współpracownicy i kontynuatorki dzieła miłosierdzia św. Brata Alberta – bł. Bernardyny Marii Jabłońskiej oraz zakonów: Albertynów i Albertynek na Roztoczu.
Początek szlaku znajduje się na rynku w Narolu, nieopodal przystanku autobusowego. Jest tam ratusz, kolumna z rzeźbą św. Floriana, pomnik poświęcony królowi Janowi III Sobieskiemu, klasycystyczny Kościół Narodzenia Najświętszej Maryi Panny w Narolu. Trasę możemy również rozpocząć w Horyńcu-Zdroju a zakończyć ją w Narolu.
Wśród doświadczonych wędrowców uznawany jest za wymagający szlak. Należy się do niego odpowiednio przygotować, szczególnie kondycyjnie, ponieważ trasa jest długa. Zawiera jednak bogactwo przyrody, historii i kultury.
Wybierając formę pieszą podróżowania warto podzielić trasę na dwa odcinki – dwudniowe wędrowanie z noclegiem np. w Werchracie, w schronisku w szkole.
Nawet jednak doświadczeni turyści, jeżeli zdecydują się na pokonanie szlaku w ciągu jednego dnia powinni zacząć wędrówkę o brzasku i w porze wiosenno-letniej, w porze długiego dnia. Czas przejścia to około 14 godzin.
Dokładny przebieg szlaku można zobaczyć na mapie Waymarked Trails: Hiking. Szlak znajduje się na terenie Południoworoztoczańskiego Parku Krajobrazowego.
Większa część szlaku prowadzi lasami, z dala od osiedli ludzkich, wielkich skupisk i aglomeracji miejsko-przemysłowych. Należy zaopatrzyć się w żywność i napoje, ponieważ może być kłopot z zakupem na trasie. Konieczny jest kompas i dobra mapa, przydatne gdy zdarzy się wędrującym zgubienie znaku szlaku.
Trasa obejmuje miejscowości i interesujące miejsca:
- Narol
- Lipsko (województwo podkarpackie) – barokowy kościół św. Andrzeja Apostoła w Lipsku
- Pizuny (Łukawica) – Dom Modlitwy pw. bł. Bernardyny Marii Jabłońskiej Sióstr Albertynek w miejscu urodzenia bł. Bernardyny Jabłońskiej, przechowywane są tam relikwie św. Brata Alberta i bł. Bernardyny[5],
- Jacków Ogród – kaplica św. Huberta,
- Wielki Dział (Roztocze) (390,4 m n.p.m.)
- Monasterz – pozostałości pustelni św. Brata Alberta,
- Werchrata
- Moczary (Dziewięcierz) – Rezerwat przyrody Sołokija
- Nowiny Horynieckie – kaplica pw. św. Antoniego z 1896, z otoczeniem leśnym,
- Horyniec-Zdrój – miejscowość uzdrowiskowa, jest tam dawny zespół klasztorny Franciszkanów, kaplica-mauzoleum Ponińskich, dawna klasycystyczna cerkiew greckokatolicka z 1818 r., dawny pałac Ponińskich (obecnie sanatorium „Bajka”)[3].

Koniec (ewentualnie początek – ponieważ szlak można rozpocząć również w drugą stronę) szlaku znajduje się przy stacji PKP w Horyńcu-Zdroju.